# Gerhard II. (Geldern)
Gerhard II. von Geldern Graf von Wassenberg, genannt der Lange (* um 1090/1095; † am 24. Oktober um das Jahr 1131) war ein geldrischer Regent.
Gerhard II. von Geldern war in der Zählung derer von Wassenberg Gerhard IV. Sein Vater war Gerhard I. von Geldern bzw. Gerhard III. von Wassenberg, der mindestens bis 1129 gelebt haben muss. Es lässt sich nicht feststellen, wann die beiden Gerharde gestorben sind und ob Gerhard II. die Grafenrechte ausgeübt hatte. Zwischen März 1131 und dem 9. April 1138 findet sich kein Quellenbeleg für einen geldrischen Grafen, bis dann zu Ostern 1138 Heinrich I., der Sohn Gerhards II., als Graf von Geldern erwähnt wird. Ob die zwischen 1085 und 1131 belegten Gerharde eine Person sind oder nicht, ist nach bisheriger Quellenlage nicht entscheidbar.
Gerhard II. heiratete Ermengarde († 1138), die Tochter des Grafen Otto II. von Zutphen und Erbin der Grafschaft Zutphen, deren östlich der mittleren IJssel gelegenes Territorium über zahlreiche Außenposten in Friesland, Westfalen und den Rheinlanden verfügte. Gerhard behauptete diese Erbschaft gegen den Bischof von Münster und stützte sich vorwiegend auf Brabant. 
Gerhard liegt begraben in der Kirche zu Wassenberg.